# موسیقی مقامی اویغوری
مقام در موسیقی اویغوری (ئۇیغۇر مۇقامی، Муқам; چینی ساده: 木卡姆; پین‌یین: Mùkǎmǔ) نوعی ملودی مورد استفاده در موسیقی سین کیانگ است که گام و مجموعه‌ای از الگوهای ملودیک است که برای هدایت بداهه‌پردازی و ترکیب به کار می‌رود.

## دوازده مقام
دوازده مقام عبارتند از:
1. مقام راک (راک مۇقامی Рак 拉克؛ Lākè)
2. مقام چِب بیات (چه‌ببییات مۇقامی Чәббият 且比亚特؛ Qiěbǐyǎtè)
3. مقام سه‌گاه (سیگاه مۇقامی Сегаһ 斯尕؛ Sīgǎ)
4. مقام چهارگاه (چاهارگاه مۇقامی Чаһаргаһ 恰尔尕؛ Qiàěrgǎ)
5. مقام پنج‌گاه(په‌نجیگاه مۇقامی Пәнҗигаһ 潘尔尕؛ Pāněrgǎ)
6. مقام عزّال (ئۆزهال مۇقامی Өжал 乌孜哈勒؛ Wūzīhālēi)
7. مقام عجم (ئه‌جه‌م مۇقامی Әҗәм 艾且؛ Àiqiě)
8. مقام عشّاق (ئوشاق مۇقامی Ушшақ 乌夏克؛ Wūxiàkè)
9. مقام بیات (بایات مۇقامی Баят 巴雅提؛ Bāyǎtí)
10. مقام نوا (ناۋا مۇقامی Нава 纳瓦؛ Nàwǎ)
11. مقام مُشاوِرَک (مۇشاۋیره‌ک مۇقامی Мушаврәк 木夏吾莱克؛ Mùxiàwúláikè)
12. مقام عراق (ئیراق مۇقامی Ирақ 依拉克؛ Yīlākè)

هر یک از این دوازده مقام متشکل از یک بخش اصلی است که با یک مقدمه با ریتم آزاد (آوازی) آغاز می‌شود و به دنبال آن قطعاتی با الگوهای مشخص ریتمیک که به تدریج سرعتشان افزایش می‌یابد، اجرا می‌شود. هر مقام شامل سه بخش است از جمله نغمه، داستان و مشرب. این قطعات در هر مقام چیده شده‌اند، اگرچه همهٔ قطعات در همهٔ مقام‌ها وجود ندارند. این قطعات عبارتند از تازه، نسخه، سلیقه کوچک، جوله، صنم، سلیقه بزرگ، پیشرو و تأکید.بعضی از آنها یک قطعه بدون کلام است که به نام مرغول("زینت") شناخته می‌شود، همراه است، که پس از آن اجرا می‌شود. اگر چه هر قطعه دارای الگوی ریتمیک مشخص است ولی دارای ملودی متفاوت است بنابراین هر قطعه را به‌طور کلی مقام و قطعهٔ آن مشخص می‌کند. به عنوان مثال "نسخه راک" یا "جوله سه گاه". حدود ۲۰ تا ۳۰ قطعه از آهنگ‌ها و موسیقی در هر مقام وجود دارد که ممکن است حدود ۲ ساعت به طول بکشد. حدود ۲۴ ساعت برای اجرای تمام قطعات همه دوازده مقام لازم است.
پس از بخش اصلی دو بخش دیگر، در اصل در ارتباط با دیگر سنت‌های موسیقایی، وجود دارد، اما توسط هنرمندان مانند توردی آخون اجرا شده‌اند و در مقام‌ها قرار گرفته‌اند. داستان یکی از این بخش هاست که شامل آهنگ‌هایی از چندین داستان عاشقانه رایج در آسیای جنوبی و مرکزی و خاورمیانه است. هر قسمت از داستان با یک قطعه سازی به نام مرغول دنبال می‌شود. مشرب بخشی شامل قطعات بیشتر پر جنب و جوش رقص است که در اصل در ارتباط با اجرای سماع درویشان ترکستانی است.

## تاریخچه و حفاظت

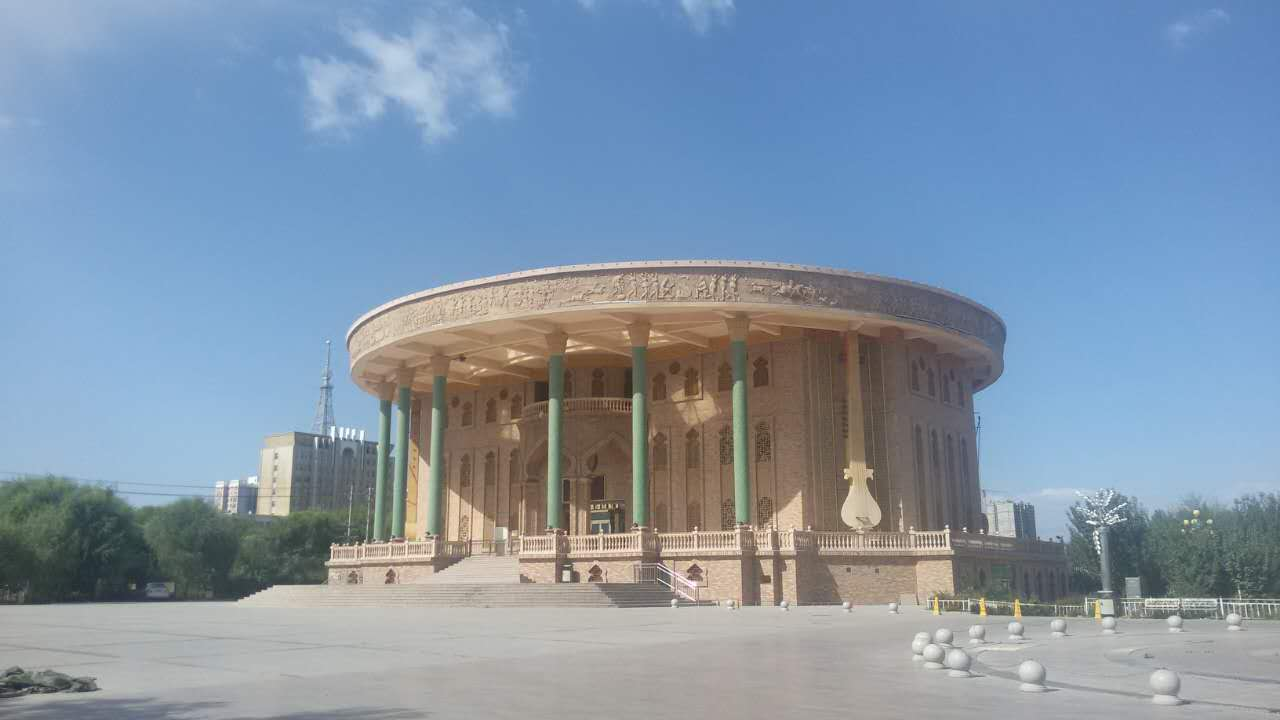
موزه مقام در استان قومول در سین کیانگ

در سال ۲۰۰۵، یونسکو موسیقی مقامی اویغوری در سین کیانگ را به عنوان میراث ناملموس بشری به ثبت رسانید.